# 挪威驻华大使馆
挪威驻华大使馆（挪威語：Norges ambassade i Beijing），是挪威王国在中华人民共和国的最高外交代表机构。馆址位于中国北京市朝阳区三里屯东1街1号。

## 历史沿革
1950年1月6日，挪威承认中华人民共和国政府。1954年10月5日，两国建交。1955年，挪威在北京设置大使馆并派驻大使。